# Copa Asobal 1993
La IV edición de la Copa Asobal se celebró entre el 15 y el 16 de enero de 1994, en el Pabellón Municipal de Alcobendas (Madrid) España. En ella participaron el FC Barcelona, el BM Granollers, el Juventud Alcalá y el Elgorriaga Bidasoa. El vencedor de este torneo se clasifica para la Copa IHF de la temporada siguiente.

## Eliminatorias
|  | Semifinales        | Semifinales        | Semifinales   |               |              | Final        | Final | Final |  |
|  |                    |                    |               |               |              |              |       |       |  |
|  |                    |                    |               |               |              |              |       |       |  |
|  | FC Barcelona       | FC Barcelona       | 19            |               |              |              |       |       |  |
|  | FC Barcelona       | FC Barcelona       | 19            |               |              |              |       |       |  |
|  | Juventud Alcalá    | Juventud Alcalá    | 17            |               |              |              |       |       |  |
|  | Juventud Alcalá    | Juventud Alcalá    | 17            |               | FC Barcelona | FC Barcelona | 19    |       |  |
|  |                    |                    |               |               | FC Barcelona | FC Barcelona | 19    |       |  |
|  |                    |                    | BM Granollers | BM Granollers | 21           |              |       |       |  |
|  | BM Granollers      | BM Granollers      | BM Granollers | BM Granollers | 21           | 26           |       |       |  |
|  | BM Granollers      | BM Granollers      |               |               |              | 26           |       |       |  |
|  | Elgorriaga Bidasoa | Elgorriaga Bidasoa | 24            |               |              |              |       |       |  |
|  | Elgorriaga Bidasoa | Elgorriaga Bidasoa | 24            |               |              |              |       |       |  |
|  |                    |                    |               |               |              |              |       |       |  |

### Semifinales

#### FC Barcelona[2]- Juventud Alcalá
| 16 de enero de 1994 | FC Barcelona | 19:17 (10:6) | Juventud Alcalá | Pabellón Municipal, Alcobendas                  |                                                 |
|                     | Wenta 7      |              | Karlov 5        | Árbitro(s): Calvo (España) y De Castro (España) | Árbitro(s): Calvo (España) y De Castro (España) |

#### BM Granollers[3]- Elgorriaga Bidasoa
| 16 de enero de 1994 | BM Granollers | 26:24 (9:9) | Elgorriaga Bidasoa | Pabellón Municipal, Alcobendas                |                                               |
|                     | Kiselev 9     |             | Ordóñez 6          | Árbitro(s): Gallego (España) y Lamas (España) | Árbitro(s): Gallego (España) y Lamas (España) |

### Final[4]

#### FC Barcelona - BM Granollers
| 16 de enero de 1994 | FC Barcelona | 19:21 (7:11) | BM Granollers | Pabellón Municipal, Alcobendas                |                                               |
|                     | Masip 9      |              | Kiselev 4     | Árbitro(s): Gallego (España) y Lamas (España) | Árbitro(s): Gallego (España) y Lamas (España) |

| Cataluña                         |
| Campeón BM Granollers 1.º título |